# Pipra fasciicauda
A Pipra fasciicauda a madarak osztályának verébalakúak (Passeriformes) rendjébe és a piprafélék (Pipridae) családjába tartozó faj.

## Rendszerezése
A fajt Carl Edward Hellmayr osztrák ornitológus írta le 1906-ban.

## Alfajai
- Pipra fasciicauda calamae Hellmayr, 1910
- Pipra fasciicauda fasciicauda Hellmayr, 1906
- Pipra fasciicauda purusiana E. Snethlage, 1907
- Pipra fasciicauda saturata Zimmer, 1936
- Pipra fasciicauda scarlatina Hellmayr, 1915[2]

## Előfordulása
Dél-Amerika északi és középső részén, Argentína, Bolívia, Brazília, Paraguay és Peru területén honos. 
Természetes élőhelyei a szubtrópusi és trópusi síkvidéki esőerdők és mocsári erdők.

## Megjelenése
Testhossza 11 centiméter, testtömege 11,5–19 gramm.
|  |  |

## Életmódja
Kisebb gyümölcsökkel és rovarokkal táplálkozik.

## Természetvédelmi helyzete
Az elterjedési területe rendkívül nagy, egyedszáma viszont csökkenő, de még nem éri el a kritikus szintet. A Természetvédelmi Világszövetség Vörös listáján nem fenyegetett fajként szerepel.